# Słupsko
Słupsko [pronunciación en polaco: /ˈswupskɔ/] es un pueblo ubicado en el distrito administrativo de Gmina Mokrsko, dentro del condado de Wieluń, voivodato de Łódź, en el centro de Polonia. Se encuentra aproximadamente a 3 kilómetros al noroeste de Mokrsko, a 11 kilómetros al oeste de Wieluń, y a 97 kilómetros al suroeste de la capital regional, Łódź.